# Ursula Boos-Nünning
Ursula Boos-Nünning, geb. Nünning (* 24. August 1944 in Zell, Oberfranken), ist eine deutsche Soziologin, Erziehungswissenschaftlerin und Migrationsforscherin. Sie war von 1981 bis 2009 Professorin für Interkulturelle bzw. Migrationspädagogik an der Universität Duisburg-Essen.

## Lebenslauf
Boos-Nünning studierte von 1965 bis 1969 Soziologie an der Universität zu Köln und der Hochschule für Sozial- und Wirtschaftswissenschaften in Linz, wo sie 1971 mit einer religionssoziologischen Arbeit zur Operationalisierung und Messung religiöser Einstellungen („Dimensionen der Religiosität“) promoviert wurde. Anschließend arbeitete sie als Akademische Rätin an der Pädagogischen Hochschule Rheinland in Neuss und ab 1973 an der Universität Düsseldorf. Dort schloss sie 1980 ihre Habilitation ab und erhielt die Venia Legendi für Soziologie.
Im Jahr darauf wurde sie als Professorin für Erziehungswissenschaft mit dem Schwerpunkt „Ausländerpädagogik“ an die Universität-Gesamthochschule Essen berufen, die Denomination wurde später in „interkulturelle Pädagogik“ und schließlich in „Migrationspädagogik“ geändert. Von 1998 bis 2002 war sie Prorektorin bzw. Rektorin der Universität Essen, die anschließend in der Universität Duisburg-Essen aufging. Boos-Nünning beriet verschiedene politische Institutionen; so gehörte sie von 1996 bis 1998 der Kommission zum 10. Kinder- und Jugendbericht, von 1999 bis 2007 dem Bundesjugendkuratorium und von 2001 bis 2004 dem Zukunftsrat NRW an. Sie trat 2009 in den Ruhestand.
Boos-Nünning führte zahlreiche interdisziplinäre Forschungsprojekte zu Kindern und Jugendlichen mit Migrationshintergrund und ihren Familien durch, insbesondere zu jungen Frauen mit Migrationshintergrund. Den Begriff „Migrationshintergrund“ prägte Boos-Nünning Ende der 1990er-Jahre. Sie verwendete ihn nach eigener Aussage erstmals im 10. Kinder- und Jugendbericht von 1998, da sie die bis dahin in Deutschland üblichen Kategorien „ausländisch“ und „mit ausländischem Hintergrund“ nicht mehr für zweckmäßig hielt. Daher übersetzte sie den in englischsprachiger Fachliteratur verwendeten Ausdruck migration background ins Deutsche.
Sie heiratete 1969 und ist Mutter von zwei Töchtern.

## Auszeichnungen
Deutscher Dialogpreis 2021 für Wissenschaft und Bildung des Bundes Deutscher Dialog Institutionen

## Veröffentlichungen (Auswahl)
- Kulturelle Identität und die Organisation des Muttersprachlichen Unterrichts für Kinder ausländischer Arbeitnehmer. In: Deutsch lernen, Nr. 4/1983, S. 3–14.
- Mit Ursula Neumann, Hans H. Reich, Fritz Wittek: Krise – oder Krisengerede? Von den Pflichten einer illegitimen Wissenschaft. In: Hans H. Reich, Fritz Wittek (Hrsg.): Migration – Bildungspolitik – Pädagogik. Aus der Diskussion um die interkulturelle Erziehung in Europa. Essen/Landau 1984, S. 7–34.
- Mit Yasemin Karakaşoğlu: Viele Welten leben. Zur Lebenssituation von Mädchen und jungen Frauen mit Migrationshintergrund. Waxmann, Münster u. a. 2005.
- Religiosität junger Musliminnen im Einwanderungskontext. In: Hans-Jürgen von Wensierski, Claudia Lübcke (Hrsg.): Junge Muslime in Deutschland. Lebenslage, Aufwachsprozesse und Jugendkulturen. Verlag Barbara Budrich, Opladen/Farmington Hills 2007, S. 117–134.
- Berufliche Bildung von Migrantinnen und Migranten. Ein vernachlässigtes Potenzial für Wirtschaft und Gesellschaft. In: Gudrun Hentges u. a. (Hrsg.): Migrations- und Integrationsforschung in der Diskussion. Biografie, Sprache und Bildung als zentrale Bezugspunkte. 2. Auflage, VS Verlag, Wiesbaden 2010, S. 257–288.
- Religionszugehörigkeiten in Deutschland. In: Mathias Rohe u. a. (Hrsg.): Handbuch Christentum und Islam in Deutschland. Grundlagen, Erfahrungen und Perspektiven des Zusammenlebens. Freiburg 2014, S. 369–391.
- Als Herausgeberin: Bildungsbrücken bauen. Stärkung der Bildungschancen von Kindern mit Migrationshintergrund – Ein Handbuch für die Elternbildung. Waxmann, Münster u. a. 2016.